# Hawk and Dove
Hawk and Dove sont une équipe de super-héros fictive de l'éditeur DC Comics. Créés par Steve Ditko et Steve Skeates et débutant dans Showcase #75 (Juin 1968) durant l'Âge d'argent des comics, le duo a existé sous de multiples incarnations au cours des années, dans plusieurs séries éponymes. Ils ont également fait quelques apparitions dans des rôles récurrents dans des titres tels que Teen Titans, Birds of Prey, Brightest Day ou encore Titans (série télévisée, 2018). Les incarnations les plus importantes ont été la paire originelle des deux frères adolescents, le capricieux et militant Hank Hall (Hawk) avec le pacifique Don Hall (Dove I), ainsi que l'équipe actuelle de Hank Hall avec Dawn Granger (Dove II), une jeune femme sans lien avec Hank qui repris le rôle de Dove dans Hawk and Dove (vol. 2) #1 (Octobre 1988) à la suite de la mort de Don dans la série Crisis on Infinite Earths de 1985.

## Historique de la publication
En 1968, Steve Ditko qui travaillait jusqu'alors pour Charlton Comics est appelé par Carmine Infantino, directeur de publication chez DC Comics, qui lui laisse carte blanche pour créer deux séries. La première est The Creeper, la seconde est Hawk and Dove. Cette dernière ne trouve pas son public et est arrêtée après six numéros.
Lors de la recréation de l'univers DC en 2011, une nouvelle série Hawk and Dove est lancée, dessinée par Rob Liefeld mais elle est arrêtée après 8 numéros. 

## Personnages principaux

### Version de Steve Ditko
- Don Hall/Dove
- Hank Hall/Hawk

## Ennemis
En dehors des ennemis qu'ils ont combattus avec les Teen Titans, chacune des incarnations de Hawk and Dove ont eu leurs propres ennemis.
- Condor : Le double diabolique de Hawk. L'identité de Condor est un vieil homme sans nom.
- D'Khan : Un prêtre qui est secrètement l'ancien Dragon de D'Yak.
- Hunter : Un super-vilain qui a travaillé pour le "D'Yak" et a été chassé par Hawk and Dove.
- Kestrel : Un super-vilain créé par M’Shulla et Gorrum des Seigneurs du Chaos. Il devait attirer Hawk vers les forces du mal ou le tuer.
- Necromancer : Une puissante sorcière qui essaye de débloquer un pouvoir magique illimité avec un cercle de totems.
- Shellshock : Une mystérieuse femme qui peut tout faire exploser en disant le nom de l'objet.
- Sudden Death : Un meta-humain.
- Swan : Le double diabolique de Dove. L'identité de Swan (Cygne) est Rachel Felps.
- Unity : Le Dr. Arsala est la fille de Hank and Dawn d'un futur alternatif qui a utilisé la Gemme de l'Ordre pour devenir Unity.

## Analyse de l'œuvre
Dans la version de Ditko, Hawk et Dove sont deux frères qui combattent le crime. Dove est pacifiste alors que Hawk est beaucoup plus violent et n'éprouve pas de pitié pour les criminels. Le message que souhaite faire passer Ditko est une apologie des méthodes de Hawk et une critique de celles de Dove. 

### Séries
- Hawk and Dove Vol. 1, #6, 1968-1969
- Hawk and Dove Vol. 2, #5, 1988-1989
- Hawk and Dove Vol. 3, #28 + 2 Annuals, 1989-1991
- Hawk and Dove Vol. 4, #5, 1997-1998
- Hawk and Dove Vol. 5, #8, 2011-2012

### Éditions françaises
La version de Ditko a été publiée dans le petit format Bat Lash édité par Arédit.

## Autres médias

### Télévision
- Les versions animées de Hawk et Dove (Hank et Don Hall) ont été présentés aux côtés de Wonder Woman dans l'épisode de Justice League Unlimited intitulé "Hawk and Dove"
- Hawk (Hank Hall) et Dove (Dawn Granger) apparaissent dans la série télévisée Titans, joués par Alan Ritchson et Minka Kelly[1],[2]. Alan Ritchson apparaît aussi dans les séries Supergirl (saison 5, épisode 9 - crossover Crisis on Infinite Earths) et Legends of Tomorrow (saison 5, épisode 1 - crossover Crisis on Infinite Earths). Minka Kelly apparaît aussi dans la série Legends of Tomorrow (saison 5, épisode 1 - crossover Crisis on Infinite Earths).